# Club Gel Barcelona-Catalunya
El Club Gel Barcelona-Catalunya (C.H. Barcelona-Cataluña) va ser un club català d'hoquei sobre gel de la ciutat de Barcelona. Va ser fundat l'any 1975, a partir d'una escissió dels jugadors reserves del FC Barcelona. La temporada 1975-1976 debutà a la lliga espanyola d'hoquei gel, i la següent temporada, 1976-1977, acaba 6è al campionat. En finalitzar aquesta segona temporada el club desapareixerà. Els colors del club eren el groc i el vermell.

## Històric
| Temporada | Lliga | Copa d'Espanya | Copa d'Europa |
| --------- | ----- | -------------- | ------------- |
| 1975-1976 | 6è    | ?              | -             |
| 1976-1977 | 6e    | ?              | -             |